# Minobu

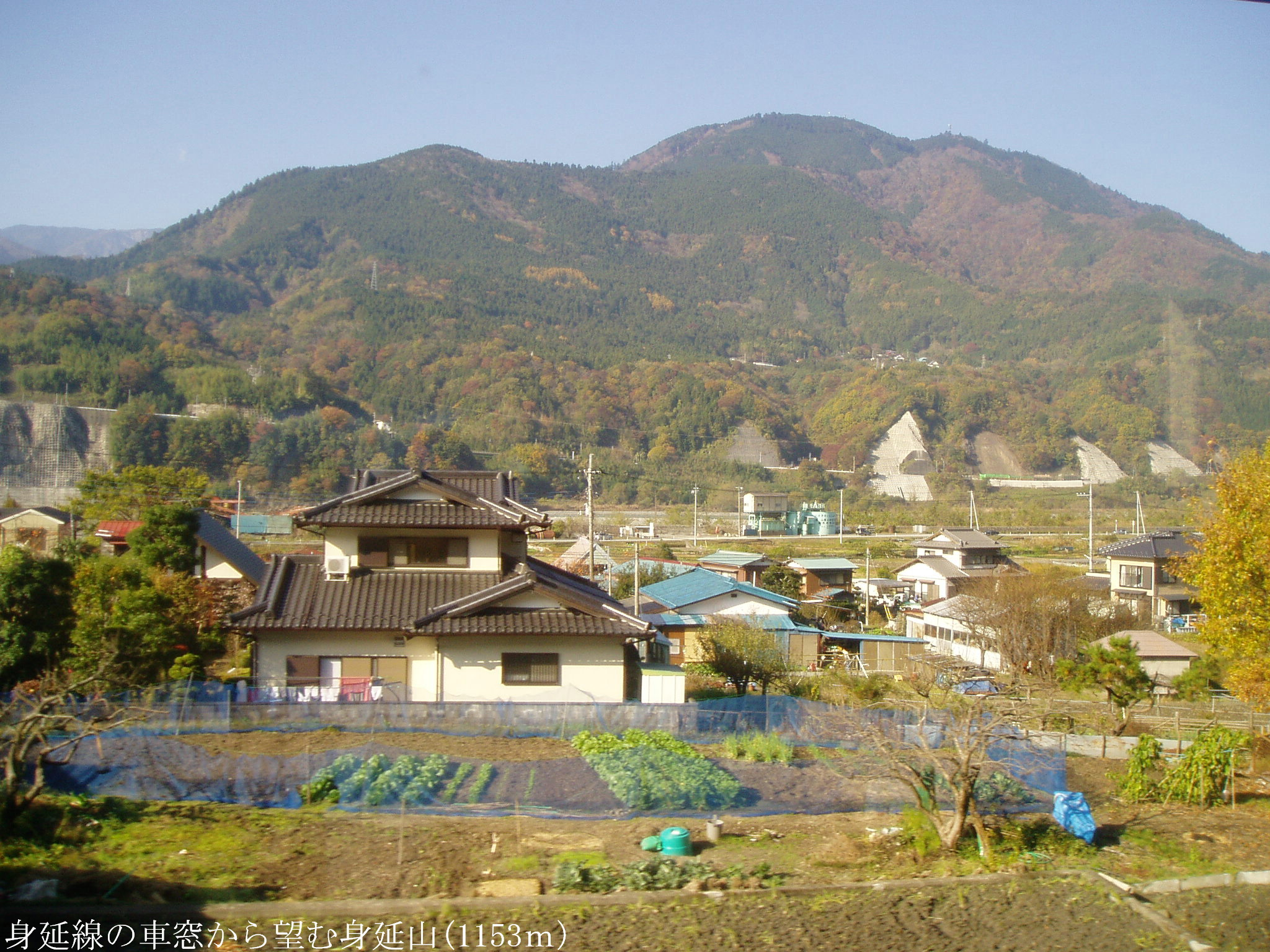
Monte Minobu, visto a partir do leste

Minobu (身延町, Minobu-chō) é uma cidade localizada na Província de Yamanashi, no Japão. Em julho de 2012, a cidade tinha uma população estimada em 13798 habitantes, e uma densidade populacional de 45,7 pessoas por km². A área total é de 302 km².

## Geografia
Minobu situa-se no centro-sul da Prefeitura de Yamanashi. O Rio Fuji atravessa a cidade, dominada geograficamente pela presença do sagrado Monte Minobu. Ela também compartilha o Lago Motosu com a vizinha Fujikawaguchiko.

## Municípios vizinhos
Prefeitura de Yamanashi
- Kōfu
- Nanbu
- Ichikawamisato
- Hayakawa
- Fujikawa
- Fujikawaguchiko

Província de Shizuoka
- Aoi-ku
- Fujinomiya